# Istres (quận)
Quận Istres là một quận của Pháp, nằm ở tỉnh Bouches-du-Rhône, trong vùng Provence-Alpes-Côte d'Azur. Quận này có 8 tổng và 18 xã.

## Các đơn vị hành chính

### Các tổng
Các tổng của quận Istres là: 
1. Berre-l'Étang
2. Châteauneuf-Côte-Bleue
3. Istres-Nord
4. Istres-Sud
5. Marignane
6. Martigues-Est
7. Martigues-Ouest
8. Vitrolles

### Các xã
Các xã của quận Istres, và mã INSEE là: 
| 1. Berre-l'Étang (13014)     | 2. Carry-le-Rouet (13021)   | 3. Châteauneuf-les-Martigues (13026) | 4. Ensuès-la-Redonne (13033) |
| 5. Fos-sur-Mer (13039)       | 6. Gignac-la-Nerthe (13043) | 7. Istres (13047)                    | 8. Le Rove (13088)           |
| 9. Marignane (13054)         | 10. Martigues (13056)       | 11. Miramas (13063)                  | 12. Port-de-Bouc (13077)     |
| 13. Rognac (13081)           | 14. Saint-Chamas (13092)    | 15. Saint-Mitre-les-Remparts (13098) | 16. Saint-Victoret (13102)   |
| 17. Sausset-les-Pins (13104) | 18. Vitrolles (13117)       |                                      |                              |